# Sam Jaffe
Sam Jaffe (New York, 10 maart 1891 - Beverly Hills, 24 maart 1984) was een Amerikaans acteur. Hij was een karakteracteur die te zien was in een vijfentwintigtal langspeelfilms.

## Leven en werk

### Afkomst en opleiding
Sam Jaffe was het jongste kind van Russisch-joodse ouders die zich in New York hadden gevestigd. Hij werd tweetalig, in het Russisch en in het Engels, opgevoed. Reeds als kind verscheen hij in Jiddisch toneel aan de zijde van zijn moeder die in Odessa een Jiddische actrice was geweest.
Hij studeerde eerst aan het City College of New York. Hij studeerde af als ingenieur aan de Columbia-universiteit. 

### Toneel
Jaffe werkte een tijd als leraar wiskunde vooraleer hij opnieuw begon te acteren in 1915. Hij debuteerde op Broadway omstreeks 1918. Hij verscheen dikwijls op de bühne in de jaren twintig. Zo speelde hij in 1923 in de Broadway-premiere van het stuk God of Vengeance (Got fun Nekome) van de Pools-joodse, in het Jiddisch schrijvende auteur Sholem Asch. In de jaren dertig en veertig namen zijn Broadway-optredens meer en meer af. Zijn rol in het joodse oratorium The Eternal Road (van Kurt Weill en Franz Werfel) in 1937 vormde een hoogtepunt in zijn toneelcarrière. In totaal werkte Jaffe mee aan eenentwintig toneelstukken, het laatste dateerde uit 1979.

### Film
Jaffe maakte zijn debuut in 1934 in de dramatische biopic The Scarlet Empress: hij kroop in de huid van de fysisch weinig aantrekkelijke en krankzinnige tsaar Peter III van Rusland aan wie de Duitse prinses Sophia Augusta Frederika, de latere Catharina de Grote (Marlène Dietrich), wordt uitgehuwelijkt.
Nadat hij nog een Rus vertolkt had in Rouben Mamoulians drama We Live Again (1934) en de eeuwenoude, mystieke en mysterieuze High Lama in Frank Capra's avontuurlijke fantasyfilm Lost Horizon (1937) kreeg hij in 1939 de rol waarvoor hij het meest wordt herinnerd: de bescheiden maar heldhaftige Indische waterdrager in de avontuurlijke oorlogsfilm Gunga Din.
In het succesrijk en veelvuldig gelauwerd drama over antisemitisme Gentleman's Agreement (1947) gaf Jaffe gestalte aan een Joods professor. Zijn gelijkenis met Einstein was niet vreemd aan het feit dat hij voor die rol werd gekozen. De sciencefictionfilm The Day the Earth Stood Still (1951) gaf hem de gelegenheid een tweede keer een professor te vertolken, een door Albert Einstein geïnspireerde wetenschapper die in contact komt met een buitenaards wezen. In volle Koude Oorlog is deze humanoïde op aarde geland samen zijn machtige robot, en met een vredelievende boodschap.
Jaffe's goede vriend John Huston gaf hem ondertussen de rol van een crimineel meesterbrein, een van de hoofdrollen, in zijn film noir kraakfilm The Asphalt Jungle (1950).
Jaffe werd aan het begin van de jaren vijftig opgeroepen voor het House Committee on Un-American Activities (HUAC) en kwam terecht op de Zwarte lijst van Hollywood. Hij werd geboycot door de studiobazen omdat ze hem ervan verdachten er communistische sympathieën op na te houden. Als gevolg van dit 'Berufsverbot' verdween Jaffe zes-zeven jaar lang van het Amerikaanse witte doek. De enige film waarin hij in de periode 1952-1957 gecast werd was een Frans-Italiaanse productie, het drama Les Espions (1957). In 1958 was John Huston de eerste om zijn vriend Jaffe (een tweede keer) opnieuw te casten in zijn historisch melodrama The Barbarian and the Geisha.
In het historisch drama Ben-Hur (1959), een van de absolute blockbusters uit de filmgeschiedenis, vertolkte Jaffe de trouwe dienaar en rentmeester van Ben-Hur. 
Vanaf de jaren zestig verscheen Jaffe nog maar zelden op het grote scherm. Vermeldenswaardige films waren het historisch oorlogsdrama La Bataille de San Sebastian (1968) en de komische western The Great Bank Robbery (1969).

### Televisie
In de enorm populaire ziekenhuisserie Ben Casey (1961-1966) was Jaffe in de meeste episodes te zien als dokter David Zorba, het hoofd van de afdeling neurochirurgie en de leidsman van dokter Casey. Zijn overig televisiewerk beperkte zich tot een aantal films in de jaren zeventig en tot een sporadische bijrol of een gastverschijning in episodes van bekende en minder bekende series als The Untouchables, Alias Smith and Jones, The Streets of San Francisco en Kojak.

### Privéleven
Jaffe trouwde in 1926 met de Amerikaanse sopraanzangeres en musicalvedette Lillian Taiz tot ze in 1941 aan kanker overleed. In 1956 hertrouwde hij met de actrice Bettye Ackerman (1924-2006). Beide huwelijken bleven kinderloos.
Jaffe overleed in 1984 op 93-jarige leeftijd aan de gevolgen van kanker.  

## Filmografie
- 1934 - The Scarlet Empress (Josef von Sternberg)
- 1934 - We Live Again (Rouben Mamoulian)
- 1937 - Lost Horizon (Frank Capra)
- 1939 - Gunga Din (George Stevens)
- 1943 - Stage Door Canteen (Frank Borzage)
- 1947 - 13 Rue Madeleine (Henry Hathaway)
- 1947 - Gentleman's Agreement (Elia Kazan)
- 1949 - The Accused (William Dieterle)
- 1949 - Rope of Sand (William Dieterle)
- 1950 - The Asphalt Jungle (John Huston)
- 1951 - I Can Get It for You Wholesale (Michael Gordon)
- 1951 - The Day the Earth Stood Still (Robert Wise)
- 1953 - Main Street to Broadway (Tay Garnett) (niet-gecrediteerd)
- 1957 - Les Espions (Henri-Georges Clouzot)
- 1958 - The Barbarian and the Geisha (John Huston)
- 1959 - Ben-Hur (William Wyler)
- 1967 - A Guide for the Married Man (Gene Kelly)
- 1968 - La Bataille de San Sebastian (Henri Verneuil)
- 1969 - The Great Bank Robbery (Hy Averback)
- 1970 - The Dunwich Horror (Daniel Haller)
- 1971 - Bedknobs and Broomsticks (Heksen & Bezemstelen) (Robert Stevenson)
- 1980 - Battle Beyond the Stars (Roger Corman)
- 1984 - Nothing Lasts Forever (Tom Schiller)
- 1984 - On the Line (Rio Abajo) (José Luis Borau)

## Prijs
- 1950 - The Asphalt Jungle: Coppa Volpi voor beste acteur

## Nominatie
- 1951 - The Asphalt Jungle: Oscar voor beste mannelijke bijrol

- Biblioteca Nacional de España: XX1297868
- Bibliothèque nationale de France: cb138955530 (data)
- Gemeinsame Normdatei: 129723002
- International Standard Name Identifier: 0000 0001 1462 3311
- Library of Congress Control Number: n87896333
- Nationale Bibliotheek van Tsjechië: xx0174587
- Nationale Bibliotheek van Israël: 987007263246905171
- SNAC: w6862drz
- Système universitaire de documentation: 172518172
- Trove: 893186
- Virtual International Authority File: 87064958
- WorldCat: E39PBJdx738vPcDB73364cBkjC